# Glass-House-Mountains-Nationalpark
Der Glass-House-Mountains-Nationalpark ist ein Nationalpark in Queensland (Australien).

## Lage
Er liegt rund 70 Kilometer nördlich von Brisbane.

## Name
Namensgeber für die Glass House Mountains war James Cook, der 1770 beim Anblick der Gesteinsgipfel an Glasschmelzöfen in seiner Heimat Yorkshire erinnert wurde.

## Nationalpark
Der 8,83 km² große Nationalpark besteht im Wesentlichen aus einem Gebiet um die Gebirgskette der Glass House Mountains, die zwölf Vulkanhügel umfassen, die vor 25 bis 27 Millionen Jahren entstanden sind. Bewaldete Berge und vor allem die schroffen Vulkanberge prägen die Glass House Mountains im Hinterland der Sunshine Coast, aus dem sie herausragen. Von den Bergen und Aussichtspunkten aus kann über den Regenwald hinweg das Meer gesehen werden.
Die drei höchsten Erhebungen sind der Mount Beerwah (556 m), der Mount Coonowrin (377 m) und der Mount Tibrogargan (364 m):
- Mount Beerburrum, 276 m
- Mount Beerwah, 556 m
- Mount Coochin, 235 m
- Mount Coonowrin oder Crookneck, 377 m
- Mount Elimbah, 129 m
- Mount Miketeebumulgrai, 199 m
- Mount Ngungun, 253 m
- Mount Tibberoowuccum, 220 m
- Mount Tibrogargan, 364 m
- Mount Tunbubudla oder Twins, 312 und 293 m
- Wild Horse Mountain oder Round Mountain, 123 m[5]

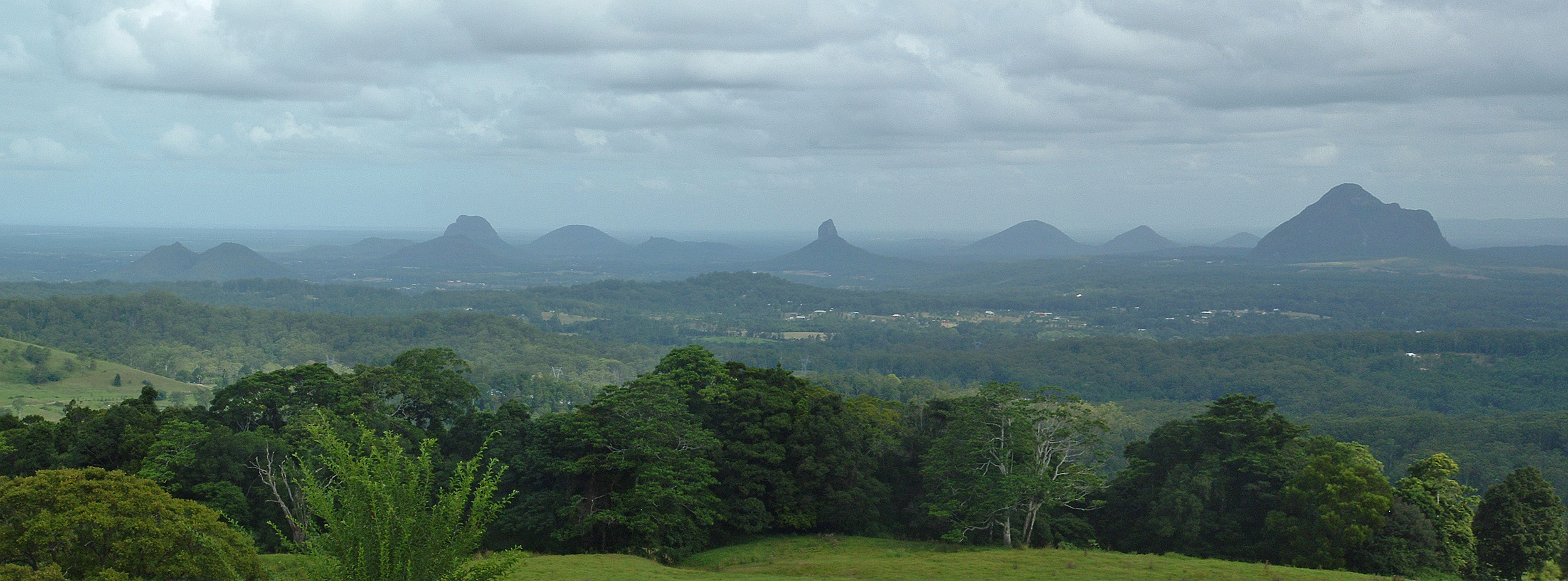
Überblick über die aus der Ebene ragenden Berge

## Tierwelt
Der Nationalpark bietet u. a. Koalas, Ameisenigeln, Grauen Riesenkängurus und Waranen eine Lebensgrundlage. Bemerkenswerte Vogelarten, die im Park vorkommen, sind z. B. der Kookaburra, Kakadus, Loris, Rosellas und der Wanderfalke. Auch der gefährdete Braunkopf-Rabenkakadu lebt dort.

## Landwirtschaft
Das Gebiet ist stark landwirtschaftlich genutzt. Etwa die Hälfte der Ananas-Produktion Australiens stammt von hier. Weitere Früchte sind die Macadamia-Nuss und Zitrusfrüchte.